# Al-Karkh SC
Al-Karkh SC is een Iraakese voetbalclub uit Bagdad. Tot 1991 heette de club Al-Rasheed. In 2006 degradeerde de club naar de 1ste divisie, waarna ze in 2009 weer promoveerde.

## Erelijst
- Superliga (3)
- 1987, 1988, 1989

- Irak FA Cup (2)
- 1987, 1988

## Bekende coaches
- Ammo Baba